# 2021年1月中國大陸

## 1月1日
- 中共中央总书记、国家主席、中央军委主席习近平通过中央广播电视总台和互联网，发表2021年新年贺词[1]。
- 1月1日零时起，长江流域重点水域开始实行《长江十年禁渔计划》[2]。
- 自2020年12月31日国务院联防联控机制发布，中国首批2019冠状病毒病疫苗（国药集团中国生物的新冠病毒灭活疫苗）已获国家药监局批准附条件上市，于1月1日开始接种[3]，未来将为全民免费提供[4]。
- 中国共产党中央军事委员会印发《现役军官管理暂行条例》、《军队装备条例》及相关配套法规，推进中国军官制度改革[5][6]。
- 重庆、成都两地同时发出2021年首列中欧班列（成渝）号列车，至此国铁集团首次批准成渝两地统一品牌，两列中欧班列分别驶往德国杜伊斯堡和波兰罗兹[7]。
- 中国石油集团表示，2020年中国石油国内油气产量当量首次突破2亿吨，天然气产量当量首次突破1亿吨[8]。

## 1月2日
- 武漢地鐵8號線二期及11號線東延通車[9]。
- 河北省石家庄市藁城区增村镇小果庄村发现新冠确诊病例。后续检测、调查发现这是一起聚集性疫情。[10][11]

## 1月3日
- 为应对2019冠状病毒病河北省疫情，石家庄市宣布进入战时状态。
- 青海—河南±800千伏特高压直流工程日前正式投运，该工程起于青海省海南藏族自治州，止于河南省驻马店市，途经青海、甘肃、陕西、河南等4省，线路全长1563公里，输送容量800万千瓦，总投资约226亿人民币，2018年11月开工建设[12]。

## 1月4日
- 中央军委主席习近平签署中央军委2021年1号命令，向全军发布开训动员令[13][14]。
- 国务院总理李克强主持召开国务院常务会议，听取《优化营商环境条例》实施情况第三方评估汇报，要求进一步打通落实堵点提升营商环境法治化水平；通过《中华人民共和国印花税法（草案）》和《粮食流通管理条例（修订草案）》[15][16]。
- 依惯例中国外长每年对外访问的首站非洲，2021年1月4日至9日，国务委员兼外长王毅应邀访问了尼日利亚、刚果民主共和国、博茨瓦纳、坦桑尼亚和塞舌尔五国[17]。1月4日，王毅赴非洲正式访问途中经停塞浦路斯并应约会见塞外长赫里斯托都里迪斯。1月5日，对尼日利亚进行正式访问的国务委员兼外长王毅在阿布贾同尼日利亚外长奥尼亚马举行会谈。尼工业贸易投资部长、交通部长、航空部长、卫生国务部长参加会谈[18]；会后双方共同会见记者，并达成七点重要共识，包括抗疫合作、政府协作、一带一路、重点项目建设、多元化发展、军事安全、地区多边主义等[19]。同日他拜见了尼日利亚总统布哈里[20]。1月6日，王毅在金沙萨同刚果民主共和国国务部长兼外长通巴举行会谈[21]，并拜见了总统齐塞克迪[22]。1月7日，他在哈博罗内拜见博茨瓦纳总统马西西[23]，并同博茨瓦纳外长夸佩签署了共建“一带一路”谅解备忘录[24]。1月8日，他在查托同坦桑尼亚外长卡布迪举行会谈[25]，同日拜见了坦桑尼亚总统马古富力[26]。1月9日，王毅在维多利亚同塞舌尔外交部长拉德贡德举行会谈[27]，并拜见了塞舌尔总统拉姆卡拉旺[28]。

## 1月5日
- 中华人民共和国主席习近平根据全国人民代表大会常务委员会的决定任免下列驻外大使：免去白天、任命欧阳玉靖为中华人民共和国驻马来西亚特命全权大使；免去潘伟芳、任命陈传东为中华人民共和国驻约旦哈希姆王国特命全权大使；免去汪文斌、任命张建国为中华人民共和国驻突尼斯共和国特命全权大使；免去孙炜东、任命钱乃成为中华人民共和国驻土库曼斯坦特命全权大使职务；免去姜江、任命于敦海为中华人民共和国驻马耳他共和国特命全权大使；免去徐宏、任命谈践为中华人民共和国驻荷兰王国特命全权大使。免去赵永琛、任命韦宏添为中华人民共和国驻格林纳达特命全权大使[29]。

## 1月6日
- 中共中央宣传部、应急管理部联合向全社会公开发布2020年“最美应急管理工作者”先进事迹。陈陆、陈建、孔特特、吴迪、刘小术、朱学忠、伍袁志等7名个人和福建省福州市鼓楼区三坊七巷消防救援站、河北省地震局红山基准台、河南省兰考县应急管理局3个集体获得2020年“最美应急管理工作者”称号[30]。
- 中国新型时速350公里复兴号高寒动车组首次在中国铁路北京局集团有限公司北京动车段朝阳动车运用所亮相。动车组采用铬钼合金钢螺栓螺母、自动化防冻结功能制动、覆盖防寒材料的供排水管等技术、设备，可适应零下40摄氏度的运行环境[31]。
- 15时24分56秒，人工影响天气无人机“甘霖-I”从甘肃省金昌市金川机场起飞，并成功完成任务[32]。
- 18时，中央气象台继续发布寒潮蓝色预警，并启动气象灾害四级应急响应[33]。
- 中华人民共和国国务院任免国家工作人员，任命谈践为常驻禁止化学武器组织代表，同时免去徐宏的常驻禁止化学武器组织代表职务[34]。

## 1月7日
- 中国科学技术大学宣布，中国科研团队成功实现了跨越4600公里的星地量子密钥分发，标志着中国已构建出天地一体化广域量子通信网雏形[35]。
- 受2019冠状病毒病河北省疫情影响，石家庄市要求全市人员、车辆均不得离市，高风险地区藁城区人员、车辆均不得出区[36]。
- 新浪微博网友曝光“大头娃娃”事件引发关注。福建欧艾婴童健康护理用品有限公司生产的嗳婴树牌“益芙灵多效特护抑菌霜”氯倍他索丙酸酯超标，婴儿使用后肥胖、多毛、发育迟缓。[37]

## 1月8日
- 受2019冠状病毒病河北省疫情影响，石家庄市第十四届人民代表大会常务委员会第三十三次会议决定，接受邓沛然辞去石家庄市人民政府市长职务的请求，任命马宇骏为石家庄市人民政府副市长、代理市长[38]。

## 1月9日
- 商务部发布《阻断外国法律与措施不当域外适用办法》。[39]
- 黑龙江省望奎县发现2例新冠肺炎无症状感染者。[40]三天内疫情扩散至黑龙江省内多地、山东省威海市、吉林省长春市、吉林省通化市等地，确诊人数与无症状感染者之和超过100人。[41]
- 大连海事大学发布消息称，由该校新能源船舶动力技术研究院牵头建造的中国第一艘燃料电池游艇“蠡湖″号近日通过试航[42][43]。

## 1月10日
- 2021年1月10日，是第一个中国人民警察节[44]。
- 下午2时，山东省栖霞市西城镇招金集团五彩龙投资有限公司建设中的笏山金矿发生爆炸，22人被困井下。11日晚8时5分，公司向栖霞市应急管理局报告了事故情况。11日晚8时48分，中共栖霞市委向中共烟台市委报告了情况[45][46]。

## 1月11日
- 上午10时57分一名刘姓饿了么骑手（48岁，云南人）因工资问题多次协商无果在江苏省泰州市海陵区时代花园东门靖江赢跑泰州店自焚。[47]
- 省部级主要领导干部学习贯彻党的十九届五中全会精神专题研讨班在北京中共中央党校开班，会议持续四天至1月14日，参会人员为中华人民共和国各省部级领导干部[48]。

## 1月12日
- 国务院任免国家工作人员，任命王少峰为人力资源和社会保障部副部长[49]；任命宋元明为应急管理部副部长、国家安全生产应急救援中心主任；任命庄国泰为中国气象局局长；任命李书磊为国家行政学院分管日常工作的副院长（正部长级）。同时免去赵大程的司法部副部长职务；免去庄国泰的生态环境部副部长职务；免去孙华山的应急管理部副部长、国家安全生产应急救援中心主任职务；免去孙梅君的国家市场监督管理总局副局长职务；免去刘雅鸣的中国气象局局长职务；免去何毅亭的国家行政学院分管日常工作的副院长职务；免去宋元明的国家矿山安全监察局副局长职务[50][51]。

- 中共中央办公厅、国务院办公厅印发了《关于全面推行林长制的意见》，并发出通知推行林长制[52]

## 1月13日
- 中国自主研发设计、自主制造的世界首台高温超导高速磁浮工程化样车在成都下线，设计时速620千米/小时。该项目由西南交通大学牵引动力国家重点实验室主持，验证段全长165米，由西南交通大学联合中车公司、中国中铁等单位协同攻关研发[53]。
- 当日0时至24时，河北省新增一例新冠肺炎本土死亡病例。这是2020年5月之后中国大陆首次出现本土死亡病例[54]。
- 晚间，“大连卢书记”的视频在中国大陆网络流传。辽宁省大连市金普新区友谊街道办事处副主任王琛明当晚约7时30分返回她居住的友谊街道华夏金城小区，小区门口的志愿者要求她登记个人信息。王琛明不愿登记身份证号，志愿者拒绝放行，她当场拨打了友谊街道康乐社区党委副书记卢宪宝的电话。卢宪宝要求志愿者允许王琛明进入小区。次日，王琛明被处以党内严重警告、免职，卢宪宝被党内警告[55]。

## 1月14日
- 柬埔寨太后莫尼列应邀访问中国驻柬埔寨大使馆，并同中国驻柬埔寨大使王文天共同为中柬友谊园落成剪彩[56]。
- 中国海洋石油集团有限公司表示，由中国自主研发建造的全球首座十万吨级深水半潜式生产储油平台——“深海一号”能源站在山东烟台交付启航[57]。

## 1月15日
- 因山东栖霞笏山矿难迟报矿难30小时延迟了救援时间，负有领导责任的中共栖霞市市委书记姚秀霞、市长朱涛被免职[58]。
- 文莱苏丹哈桑纳尔在斯里巴加湾会见到访的国务委员兼外长王毅[59]。
- 中共中央总书记习近平致电通伦，祝贺他当选老挝人民革命党中央总书记[60]。
- 中华人民共和国国务院总理李克强发布《中华人民共和国国务院令》第735号，公布《医疗保障基金使用监督管理条例》。此前该条例已于2020年12月9日国务院第117次常务会议通过，自2021年5月1日起施行[61]。

## 1月16日
- 上海市一公交车急刹致一名女市民摔倒死亡，引起热议[62]。

## 1月17日
- 广东省人民政府新闻办公室宣布，中国自行研制的首艘万吨级海巡船“海巡09”将于2021年年中在广东正式列编。它将是中国吨位最大、装备最优良的海巡船，由广东海事局管理[63]。
- 济南市公安机关对涉嫌谎报新冠病毒阳性检测结果的第三方机构立案调查，涉案机构为济南华曦医学检验有限公司，隶属于深圳市核子基因科技有限公司[64]。
- 0时至24时，北京市大兴区报告2例新冠肺炎本地确诊病例。此前大兴区连续200天无新增病例。[65]后经检测，2例病毒属于英国发现的变异株B.1.1.7。[66]
- 1月17日，西藏自治区第十一届人民代表大会常务委员会第二十五次会议通过，决定任命白玛旺堆为西藏自治区人民政府副主席[67]。

## 1月18日
- 国家航天局、中国科学院联合举办“大使走进中国探月工程”活动，邀请部分外国驻华使馆及国际组织人员来到嫦娥五号任务地面应用系统总体单位国家天文台，宣介《月球样品管理办法》，颁发嫦娥五号国际合作伙伴纪念牌，参观月球样品存储和处理设施设备。《办法》明确月球样品原则上分为永久存储、备份永久存储、研究和公益4种基础用途[68][69]。
- 微博用户“济源市尚娟”1月16日发表的长文引发关注。作者自称是河南省济源市政府秘书长翟伟栋的妻子，举报称2019年11月11日早晨其夫在机关食堂吃饭时被中共济源市委书记张战伟掌掴。[70]中共济源市委负责人称网帖与事实有出入，有关部门正在调查。[71]翟伟栋称此帖确为其妻所发，发帖并未经过他的同意，他拒绝评论帖中事件的真实性[72]。
- 上午8时许，四川师范大学文学院教授庹继光从四川师范大学田家炳楼10层跳楼自杀而死。庹继光生前曾在网上公开发帖举报，称自己在四川省成都市成华区的两处房产被政府强拆[73]。
- 女演员鄭爽的前男友张恒透露两人在美国通过代孕生育两个孩子，两人关系破裂后女方及其父母希望弃养。[74]事件引发了对演艺界丑闻、冻卵、代孕等问题的讨论。[75]
- 中华人民共和国国务院任免国家工作人员，任命俞建华为商务部国际贸易谈判代表（正部长级）；任命张向晨为商务部副部长。免去李成钢的商务部部长助理职务[76]。
- 拉萨市召开干部大会，宣布严金海兼任中共拉萨市委书记；白玛旺堆不再兼任拉萨市委书记[77]。

## 1月19日
- 济源市委书记掌掴事件继续发酵。中共豫港（济源）焦化集团有限公司委员会文件（豫焦党文［2021］1号）《关于对公司党委委员、工会主席尚小娟同志的处理意见》在网上流传，文件称尚小娟在有关部门已经接到报告的情况下仍坚持在网上检举控告济源示范区领导，公司决定对其停职、停薪。网传消息称尚小娟即市秘书长妻子、微博账号“济源市尚娟”的主人。[78]当日，豫港（济源）焦化集团公开声明称文件截图系不实信息。[79]此外，河南省济源市人民检察院干警李安林实名举报中共济源市委书记张战伟，称其违规提拔犯罪嫌疑人杜某，杜某曾在一次强拆中致使李安林的叔叔丧生。[80]
- 一段“老人因违反防疫规定，被绑在树上遭受辱骂”的视频在网上流传。中共石家庄市藁城区委宣传部次日在微博上通报，事发于18日上午9时左右，曹某不听劝阻，坚持要进入南营镇水范寨村买烟，村党支部书记闫某指挥防疫人员将其绑在绑在树上谩骂；闫某已被停职，公安以涉嫌非法限制人身自由案介入调查。[81]
- 新疆维吾尔自治区第十三届人民代表大会常务委员会第二十一次会议通过，决定任命陈明国为新疆维吾尔自治区人民政府副主席，决定任命陈明国为新疆维吾尔自治区公安厅厅长[82]。
- 云南省第十三届人民代表大会常务委员会第二十二次会议通过，决定任命张治礼为云南省人民政府副省长[83]
- 中国共产党中央委员会组织部批准，费高云出任中国共产党江苏省委员会常委[84]。

## 1月20日
- 0时25分，西昌卫星发射中心成功发射长征三号乙运载火箭，将天通一号03星发射升空。卫星顺利进入预定轨道，任务获得圆满成功[85][86]。
- 全国人大常委会法制工作委员会主任沈春耀向全国人大常委会作2020年备案审查工作情况报告。报告称，全国人大常委会法工委审查认定部分地方性法规规定民族学校用民族语言教学的方法违反了中华人民共和国宪法第十九条第五款。[87]

## 1月21日
- 爆发聚集性疫情的河北省石家庄市藁城区党政一把手双双换人。原中共河北省纪委监委第六监督检查室主任刘军志（副厅级）出任中共石家庄市委常委、中共藁城区委书记。此前，藁城区政府网站在20日下线了区委书记张聚华的简历。20日，藁城区人大常委会同意区长袁丽华辞职，任命原中共迁西县委副书记、迁西县长王锦山为副区长、代区长。[88][89]
- 廣西河池市宜州區懷遠中學、洛西中學等7校相繼有學生在學校就餐後出現腹痛、嘔吐等症狀，經送醫診斷，共有85名學生留院觀察治療，無重症病例。宜州區疾控中心採樣檢測結果顯示，上述學生病因確定為感染諾如病毒[90]。
- 受济源市委书记掌掴事件影响，中共河南省委决定，任命史秉锐任济源产城融合示范区党工委委员、书记，中共济源市委书记[91]。同日，河南省第十三届人民代表大会第四次会议上，选举曲孝丽为河南省监察委员会主任[92]。

- 外交部发言人宣布中方决定对在涉华问题上严重侵犯中国主权、负有主要责任的28名人员实施制裁，包括特朗普政府中的蓬佩奥、纳瓦罗、奥布莱恩、史达伟、波廷杰、阿扎、克拉奇、克拉夫特以及博尔顿、班农等。这些人及其家属被禁止入境中国内地和香港、澳门，他们及其关联企业、机构也已被限制与中国打交道、做生意[93]。

## 1月22日
- 京哈高铁全线贯通，北京至沈阳的列车最短运行时间将缩短至25小时，该线路为中国“八纵八横”高速铁路网的重要组成部分[94][95]。
- 坐标昆明的云南师大实验中学发生持刀劫持事件。一中年男子持刀伤害7人后，劫持1名学生做人质与警察对峙。后警方开枪击毙嫌疑人，安全解救人质。经查，嫌疑人系56岁男子，其犯罪行为已造成7人不同程度受伤，1人经抢救无效死亡[96]。
- 2021年1月22日至24日，中国共产党第十九届中央纪律检查委员会第五次全体会议在北京举行。会议增选喻红秋、傅奎为中央纪委副书记[97]。
- 十三届全国人大常委会第二十五次会议在北京人民大会堂闭幕。会议经表决，通过了新修订的《中华人民共和国动物防疫法》、《中华人民共和国行政处罚法》和《中华人民共和国海警法》。国家主席习近平分别签署第69、70、71号主席令予以公布[98]。
- 摩洛哥卫生部发布公报说，摩洛哥正式批准在摩紧急使用中国国药集团COVID-19疫苗[99]。
- 湖北省第十三届人民代表大会常务委员会第二十次会议通过，任命李乐成为湖北省人民政府副省长，并免去肖伏清的湖北省农业农村厅厅长职务[100]。
- 武汉市十四届人大常委会第三十五次会议召开，市委副书记、市人大常委会主任胡立山主持会议。周先旺向市人大常委会提出辞去所任职务的请求，程用文任湖北省武汉市人民政府代理市长[101]。

## 1月24日
- 13时许，广西南宁市一辆无牌SUV超速失控发生严重车祸，造成多人死伤。[102]
- 17时许，广西南宁市高坡岭路一小区发生一名妇女与两名年幼的女孩从高楼坠亡事件，原因不明[103]。

## 1月25日
- 广州白云国际机场公布的数据显示，2020年该机场旅客吞吐量达到43768万人次，成为2020年全球最繁忙机场，这也是中国机场首次问鼎全球年度客流量第一[104][105]。
- 6时左右，辽宁大连金普新区友谊街道金渤海憬小区公建房附近发生燃气爆炸事故，造成3人死亡，8人轻伤[106]。
- 广西壮族自治区第十三届人民代表大会第四次会议补选蓝天立为广西壮族自治区主席[107]。
- 辽宁省十三届人大常委会第二十四次会议通过，决定任命姜有为为辽宁省人民政府副省长、王力威为辽宁省科学技术厅厅长[108]。

## 1月26日
- 中国—新西兰自贸协定升级议定书正式签署[109][110]。
- 毕节市公安局通报贵州市女子骂社区书记被毕节警方带走拘留一案，决定撤销处罚，纪委介入。[111]
- 江西吉水县人民医院一医生在查房时被刺伤，犯罪嫌疑人被公安机关控制。[112]次日凌晨3时许，被伤医生因抢救无效离世。[113]
- 内蒙古自治区第十三届人民代表大会第四次会议开幕，内蒙古广播电视台直播了会议。自治区主席布小林在会上做政府工作报告时突然晕倒。[114]
- 政协湖北省第十二届委员会第四次会议举行第三次全体会议，黄楚平当选为政协湖北省第十二届委员会主席[115]。

## 1月27日
- 吉林省第十三届人民代表大会第四次会议选举韩俊为吉林省人民政府省长[116]。
- 福建省十三届人民代表大会五次会议选举尹力为福建省人大常委会主任[117]。

## 1月28日
- 中共中央政治局召开会议，审议《中央政治局常委会听取和研究全国人大常委会、国务院、全国政协、最高人民法院、最高人民检察院党组工作汇报和中央书记处工作报告的综合情况报告》、《关于加强基层治理体系和治理能力现代化建设的意见》、《关于十九届中央第六轮巡视情况的综合报告》和《关于2020年中央巡视工作领导小组重点工作情况的报告》，会议由中共中央总书记习近平主持[118]。
- 首批近200万剂由中国科兴公司生产的COVID-19疫苗运抵智利首都圣地亚哥。智利总统皮涅拉、卫生部部长帕里斯和中国驻智利大使馆临时代办周仪前往机场迎接[119]（第二批于1月31日抵达[120]）。
- 甘肃省十三届人大四次会议举行第三次全体会议决定，任振鹤当选甘肃省省长[121][121]。
- 海南省第六届人民代表大会第四次会议补选冯飞为海南省人民政府省长[122]。

## 1月29日
- 12时47分，酒泉卫星发射中心成功发射长征四号丙运载火箭，将遥感三十一号02组卫星发射升空，卫星进入预定轨道[123]。
- 自1月31日起，中华人民共和国不再承认英国国民（海外）护照作为旅行证件和身份证明[124]。
- 中共中央政治局常委、国务院总理李克强主持召开座谈会，听取各民主党派中央、全国工商联负责人和无党派人士代表对《政府工作报告》、《“十四五”规划和二〇三五年远景目标纲要(草案)》两个征求意见稿的意见建议[125]。
- 1月29日上午，天津市第二中级人民法院依照法定程序对赖小民执行了死刑[126][127]。
- 海南尼米斯实业有限公司申报进口的首票“零关税”帆船在海口海关所属三亚海关通关放行，标志着交通工具及游艇“零关税”政策在海南自由贸易港落地[128]。
- 海航集团发布公告，称收到海南省高级人民法院发出的《通知书》。相关债权人因海航集团不能清偿到期债务，申请法院对海航进行破产重整[129]。
- 匈牙利首席医疗官米勒·塞西莉亚宣布，中国国药集团生产的COVID-19疫苗已获准在匈牙利使用，匈牙利也成为欧盟第一个批准中国疫苗的国家[130]。
- 中共黑龙江省委常委会召开扩大会议，传达中共中央关于黑龙江省领导同志调整的决定，胡昌升任黑龙江省委委员、常委、副书记[131]。
- 贵州省第十三届人民代表大会第四次会议选举谌贻琴为贵州省人大常委会主任，选举李炳军为贵州省人民政府省长[132]。
- 湖南省第十三届人民代表大会第四次会议选举许达哲为湖南省人大常委会主任，选举毛伟明为湖南省人民政府省长[133]。
- 云南省第十三届人民代表大会第四次会议决定，阮成发当选云南省人大常委会主任，王予波当选云南省人民政府省长[134]。
- 中央外事工作委员会办公室主任杨洁篪视频会见第75届联大安理会改革政府间谈判机制共同主席、波兰常驻联合国代表维罗涅卡和卡塔尔常驻联合国代表阿尔萨尼[135]。

## 1月30日
- 第一台“华龙一号”核电机组（中核集团福建福清核电5号机组）在福建省福州市福清核电站投入商业运行[136]。
- 辽宁省第十三届人民代表大会第五次会议选举张国清为辽宁省人大常委会主任[137]。

## 1月31日
- 一列时速等级250公里的复兴号动车组列车，乘坐铁路轮渡经琼州海峡到达海南，这是复兴号动车组首进海南[138]。